# Provinzwahlen in Italien 1992
Die Provinzwahlen in Italien 1992 fanden am 7.–8. Juni, 27.–28 September und 13.–14. Dezember statt.

## Wahlergebnisse

### Provinz Triest
| Listen            | Listen                                                                | Stimmen | %    | Mandate |
| ----------------- | --------------------------------------------------------------------- | ------- | ---- | ------- |
|                   | Democrazia Cristiana                                                  | 31.003  | 18,1 | 5       |
|                   | Movimento Sociale Italiano – Destra Nazionale                         | 24.316  | 14,2 | 3       |
|                   | Lista per Trieste                                                     | 23.557  | 13,7 | 3       |
|                   | Lega Nord                                                             | 19.045  | 11,1 | 3       |
|                   | Lega Democratica – Trieste per l’Europa (PDS – Verdi – La Rete – LMP) | 14.149  | 8,3  | 2       |
|                   | Partito della Rifondazione Comunista                                  | 13.891  | 8,1  | 2       |
|                   | Partito Socialista Italiano                                           | 13.529  | 7,9  | 2       |
|                   | Federazione dei Verdi                                                 | 7.384   | 4,3  | 1       |
|                   | Slovenska Skupnost                                                    | 6.167   | 3,6  | 1       |
|                   | Partito Liberale Italiano                                             | 5.609   | 3,3  | 1       |
|                   | Partito Repubblicano Italiano                                         | 4.974   | 2,9  | 1       |
|                   | Partito Pensionati                                                    | 2.744   | 1,6  | –       |
|                   | Lega Giuliana                                                         | 1.798   | 1,0  | –       |
|                   | Verdi Federalisti                                                     | 1.697   | 1,0  | –       |
|                   | Partito Socialista Democratico Italiano                               | 1.409   | 0,8  | –       |
|                   | Movimento Friuli                                                      | 207     | 0,1  | –       |
| Gesamt            | Gesamt                                                                | 171.479 | 100  | 24      |
|                   |                                                                       |         |      |         |
| Ungültige Stimmen | Ungültige Stimmen                                                     | 11.749  | 6,4  |         |
| Wähler            | Wähler                                                                | 183.228 | 79,3 |         |
| Wahlberechtigte   | Wahlberechtigte                                                       | 230.960 |      |         |

### Provinz Mantua
| Listen            | Listen                                        | Stimmen | %    | Mandate |
| ----------------- | --------------------------------------------- | ------- | ---- | ------- |
|                   | Lega Nord                                     | 88.668  | 33,9 | 11      |
|                   | Partito Democratico della Sinistra            | 46.612  | 17,8 | 6       |
|                   | Democrazia Cristiana                          | 36.688  | 14,0 | 4       |
|                   | Partito Socialista Italiano                   | 18.924  | 7,2  | 2       |
|                   | Lega Alpina Lumbarda                          | 17.545  | 6,7  | 2       |
|                   | Partito della Rifondazione Comunista          | 17.434  | 6,7  | 2       |
|                   | Movimento Sociale Italiano – Destra Nazionale | 8.473   | 3,2  | 1       |
|                   | La Rete                                       | 7.084   | 2,7  | 1       |
|                   | Federazione dei Verdi                         | 6.118   | 2,3  | 1       |
|                   | Partito Pensionati                            | 5.061   | 1,9  | –       |
|                   | Partito Repubblicano Italiano                 | 3.887   | 1,5  | –       |
|                   | Partito Liberale Italiano                     | 3.154   | 1,2  | –       |
|                   | Partito Socialista Democratico Italiano       | 2.078   | 0,8  | –       |
| Gesamt            | Gesamt                                        | 261.726 | 100  | 30      |
|                   |                                               |         |      |         |
| Ungültige Stimmen | Ungültige Stimmen                             | 11.793  | 4,3  |         |
| Wähler            | Wähler                                        | 273.519 | 87,8 |         |
| Wahlberechtigte   | Wahlberechtigte                               | 311.627 |      |         |

### Provinz La Spezia
| Listen            | Listen                                        | Stimmen | %    | Mandate |
| ----------------- | --------------------------------------------- | ------- | ---- | ------- |
|                   | Partito Democratico della Sinistra            | 34.854  | 24,5 | 6       |
|                   | Democrazia Cristiana                          | 25.938  | 18,2 | 5       |
|                   | Lega Nord                                     | 20.176  | 14,2 | 4       |
|                   | Partito della Rifondazione Comunista          | 13.996  | 9,8  | 2       |
|                   | Partito Socialista Italiano                   | 11.108  | 7,8  | 2       |
|                   | Movimento Sociale Italiano – Destra Nazionale | 6.367   | 4,5  | 1       |
|                   | Partito Repubblicano Italiano                 | 6.364   | 4,5  | 1       |
|                   | Federazione dei Verdi                         | 6.105   | 4,3  | 1       |
|                   | Lega Ligure                                   | 4.260   | 3,0  | 1       |
|                   | Partito Socialista Democratico Italiano       | 3.759   | 2,6  | 1       |
|                   | Partito Liberale Italiano                     | 3.119   | 2,2  | –       |
|                   | La Rete                                       | 3.095   | 2,2  | –       |
|                   | Partito Nazionale Pensionati                  | 2.039   | 1,4  | –       |
|                   | Partito Pensionati                            | 1.022   | 0,7  | –       |
| Gesamt            | Gesamt                                        | 142.202 | 100  | 24      |
|                   |                                               |         |      |         |
| Ungültige Stimmen | Ungültige Stimmen                             | 11.214  | 7,3  |         |
| Wähler            | Wähler                                        | 153.416 | 76,3 |         |
| Wahlberechtigte   | Wahlberechtigte                               | 201.194 |      |         |

## Bibliografie
- Ministero dell’interno, Dipartimento per gli affari interni e territoriali